# 马辛 (巴伐利亚州)
马辛是德国巴伐利亚州的一个市镇。总面积36.08平方公里，总人口4045人，其中男性2015人，女性2030人（2011年12月31日），人口密度112人/平方公里。